# Mészáros István (filozófus)
Mészáros István (Budapest, 1930. december 19. – London, 2017. október 1.) angliai magyar marxista filozófus és esztéta.

## Életútja
Felsőfokú tanulmányait a budapesti és a Jénai Egyetemen végezte. Az 1950-es évek első felében Lukács György tanítványainak köréhez, a budapesti iskolához tartozott. 1956 nyarán a Bernáth Aurél, Déry Tibor, Illyés Gyula, Kodály Zoltán és Lukács György által létrehozni szándékozott, széles nemzeti egységet reprezentáló folyóirat, az Eszmélet felelős szerkesztőjének kérték fel, a lap azonban az 1956-os forradalom kitörése miatt nem jelenhetett meg, két lapszáma csupán emigráns kiadványként 1958-ban Londonban került kiadásra.
1956 végén nyugatra emigrált, előbb Olaszországban dolgozott, itt írta meg olaszul József Attila és a modern művészet c. művét, majd Angliában telepedett le, ahol a brightoni University of Sussex filozófiai tanszékének vezető professzora volt több évtizeden át, 1992 óta emeritus professzor. Oktatott Kanadában a  torontói York Egyetemen, továbbá több latin-amerikai országban, amelyekben az 1980-as évek vége óta a jelenkori baloldali filozófiai-társadalomelméleti gondolkodás egyik legismertebb képviselőjeként tartják számon.
A Magyar Tudományos Akadémia (MTA) külső tagja 1995 óta.

## Munkássága
Fő műve a Beyond Capital (A tőkén túl) című, angolul először 1995-ben megjelent monumentális monográfia, amely a tőkeviszony korlátjait kutatja. Tucatnyi egyéb nyelvre is lefordították. Venezuelában a mű egyes fejezeteit brosúrafüzetekben, több tízezer példányban terjesztik. Mészáros és Hugo Chávez között személyes barátság állt fenn, amely jóval Chavez hatalomra kerülése előttről datálódik. 2009-ben Venezuelában magas állami kitüntetésben részesült Mészáros István El desafío y la carga del tiempo histórico: El socialismo en el siglo XXI. (A történelmi időszak kihívása és terhe: A szocializmus a XXI. században) című tanulmányért. Az állami díjat Chavez elnök személyesen adta át a filozófusnak.
Kutatási területei: általános filozófia, társadalomfilozófia, esztétika. Mészáros István a jelenkor kapitalizmusának rendszerkritikai elemzésével nemzetközileg számon tartott eredményeket ért el.

### Egyéb munkái
- Marx's Theory of Alienation (1970)
- Lukacs' Concept of Dialectic (1972)
- The Work of Sartre: Search for Freedom (1979)
- The Power of Ideology (1989)
- Socialism or Barbarism: From the "American Century" to the Crossroads (2001)
- The Challenge and Burden of Historical Time: Socialism in the Twenty-First Century (2008)
- Historical Actuality Of The Socialist Offensive (2009)
- The Structural Crisis of Capital (2009)
- Social Structure and Forms of Consciousness, Volume I: The Social Determination of Method (2010)
- Social Structure and Forms of Consciousness, Volume II: The Dialectic of Structure and History (2011)
- The work of Sartre. Search for freedom and the challenge of history; Monthly Review Press, New York, 2012

### Magyarul megjelent művei
- Szatíra és valóság. Adalékok a szatíra elméletéhez (Szépirodalmi Kiadó, 1955)
- József Attila és a modern művészet; ford. Csala Károly; utószó Agárdi Péter, Andor László; Argumentum–Lukács György Archívum, Bp., 2004 (Alternatívák) ISBN 963-446-276-6
- Szocializmus, vagy barbárság mint történelmi alternatíva; ford. Csala Károly; Napvilág, Bp., 2005 (Critica) ISBN 963-9350-61-3
- A tőkén túl. Közelítések az átmenet elméletéhez
  - Első rész: Az ellenőrizhetetlenség árnya (L'Harmattan – Eszmélet Alapítvány, 2008) ISBN 9789632360904
  - Második rész: A szocialista kritika történelmi öröksége (L'Harmattan – Eszmélet Alapítvány, 2009) ISBN 9789632361888
  - Harmadik rész: A tőkerendszer strukturális válsága (L'Harmattan – Eszmélet Alapítvány, 2010) ISBN 9789632362823
  - Negyedik rész: A tárgyalt témákhoz kapcsolódó tanulmányok (L'Harmattan – Eszmélet Alapítvány, 2010) ISBN 9789632363165
- Lukács György és Mészáros István. Filozófiai útkeresés – levelezésük tükrében; sajtó alá rend. Krausz Tamás, Szigeti Péter; Eszmélet Alapítvány, Bp., 2019 (Eszmélet zsebkönyvtár)

## Díjak, elismerések
- József Attila-díj (1951)
- Kossuth-díj (1956) – külföldre távozása után megvonták tőle
- Isaac Deutscher-díj (1970)
- Lukács György-díj (2006)[7]
- Libertador-díj (2009, venezuelai állami kitüntetés)